# Lisi Mur
Lisi Mur – grupa skał w Dolinie Będkowskiej na Wyżynie Krakowsko-Częstochowskiej. Znajdują się w górnej części orograficznie lewych zboczy Wąwozu Będkowickiego – lewej odnogi Doliny Będkowskiej. Skały znajdują się na obrzeżu lasu, już na wierzchowinie lub w górnej części zboczy wąwozu. Znajdują się na terenie prywatnym we wsi Będkowice w województwie małopolskim, w powiecie krakowskim, w gminie Wielka Wieś. Jest to grupa wapiennych skał o różnorodnej postaci; są wśród nich baszty, ambony i skalny mur. Mają połogie, pionowe lub przewieszone ściany z zacięciami, filarami, kominami i nyżami.
Na mapie Geoportalu wyróżniono w tym miejscu trzy skały: Lisi Mur, Lisie Kamienie i Lisią Basztę Dolną. W istocie jednak jest to jeden mur skalny. Oprócz niego są jeszcze pojedyncze, niewielkie skałki. W lisim nazewnictwie skał w Wąwozie Będkowickim jest spore zamieszanie. Piotr Haciski w swoim przewodniku wspinaczkowym wyróżnia Lisią Basztę, ale w innym miejscu – w środkowej części wąwozu, naprzeciwko Sernika. W tym samym miejscu wymieniona jest Lisia Baszta w internetowym portalu wspinaczkowym, ale bez podania dróg wspinaczkowych. Drogi wspinaczkowe istnieją natomiast na najbardziej na północ wysuniętej części Lisiego Muru – świadczą o tym zamontowane na nich ringi, liny ułatwiające wyjście na szczyt skały lub zejście z niego, oraz wydeptana pod skałą ścieżka. 

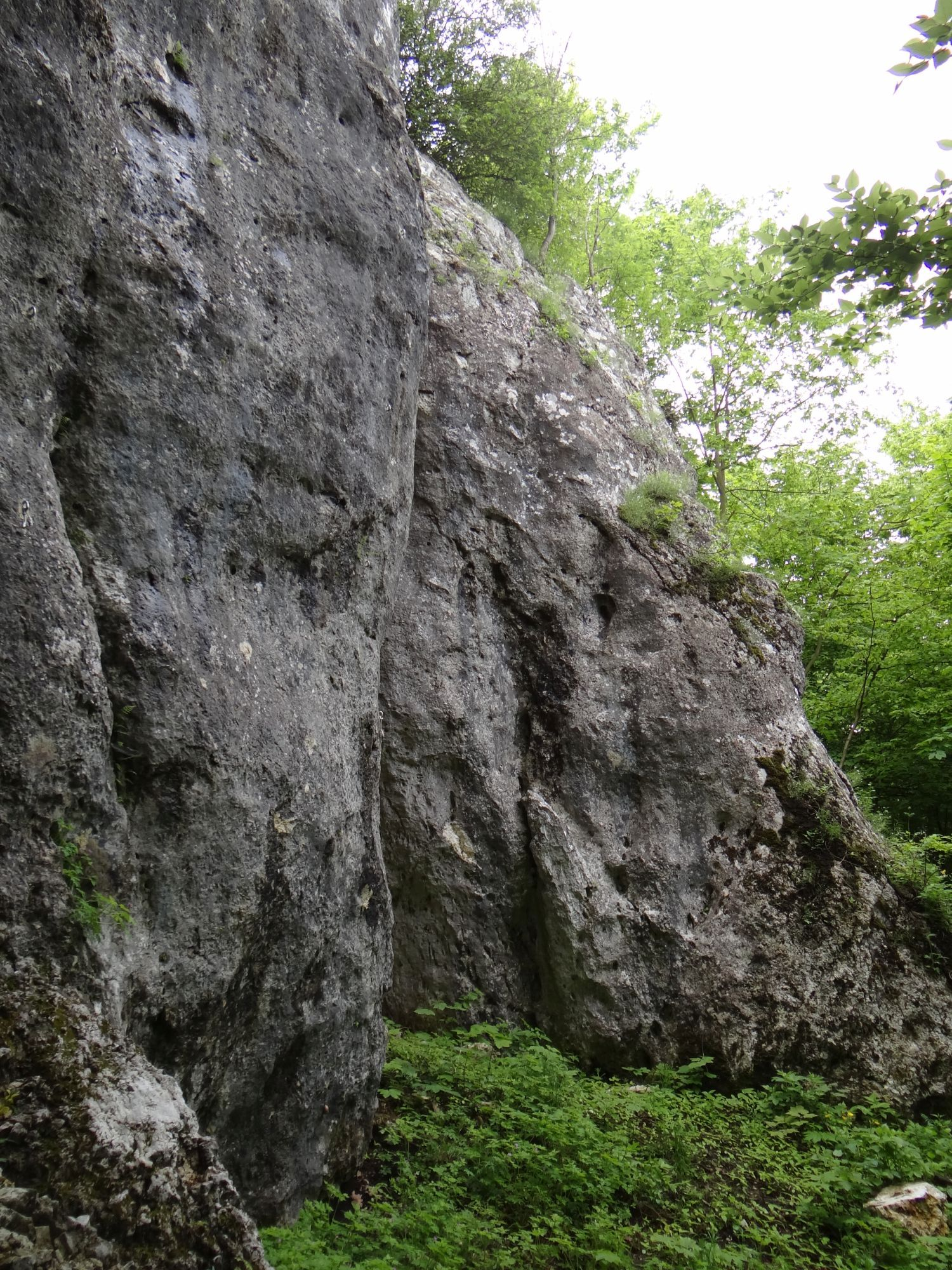
Skała z zamontowanymi ringami
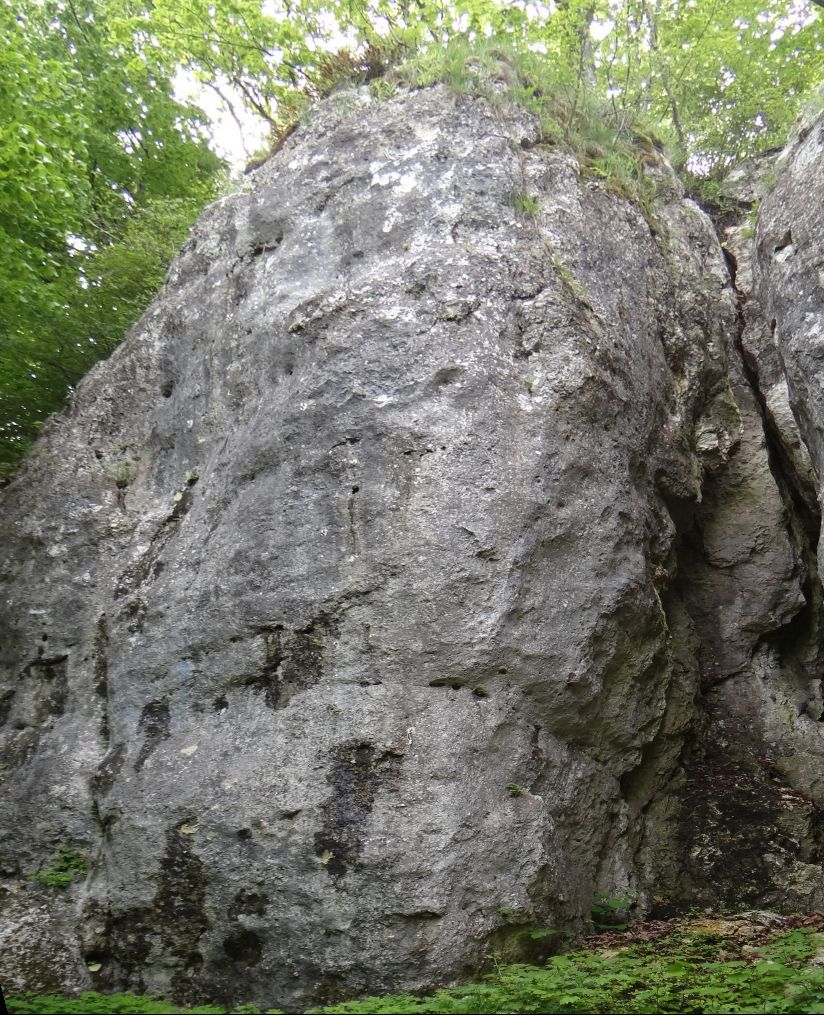
Skała z zamontowanymi ringami
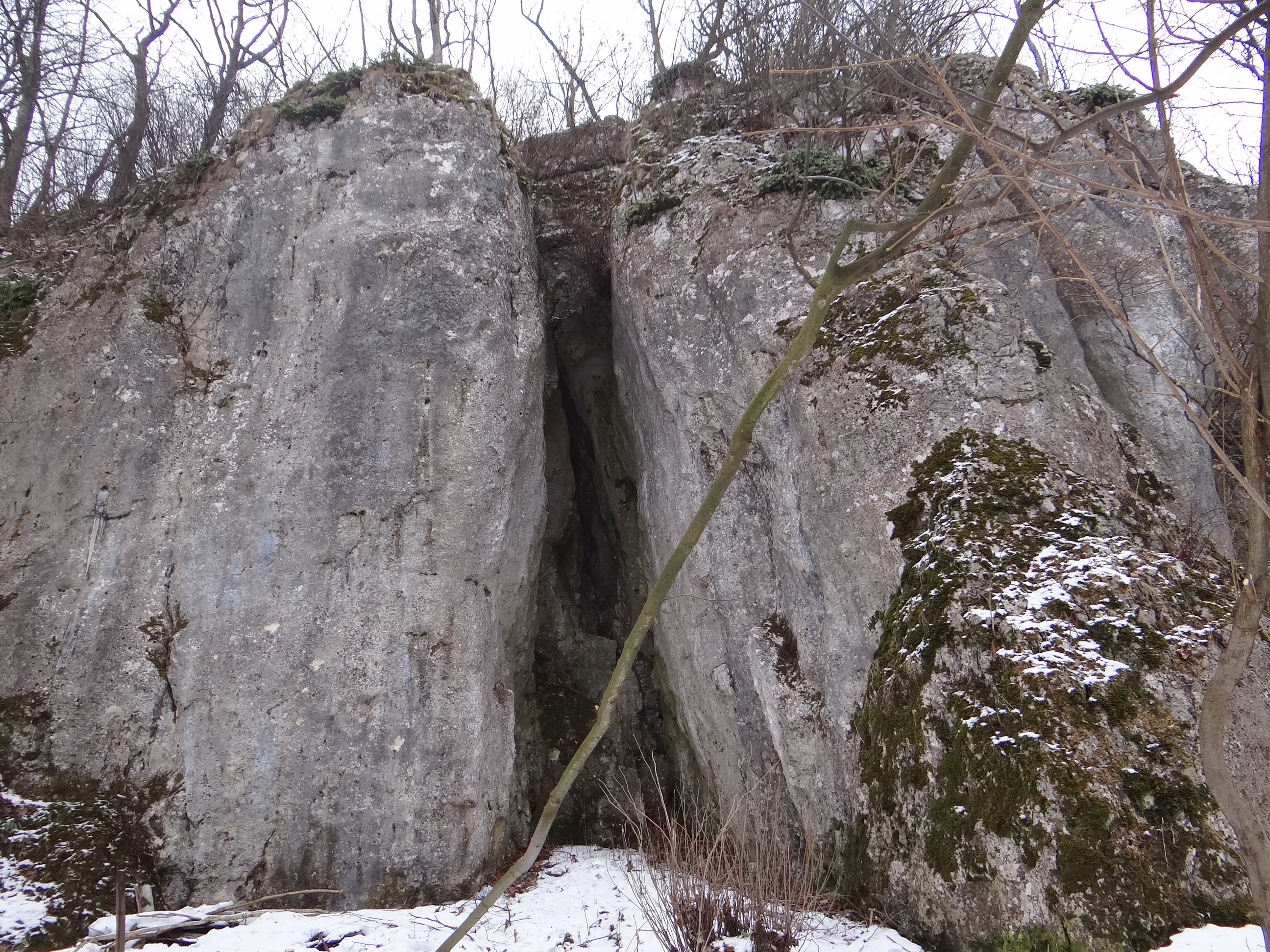
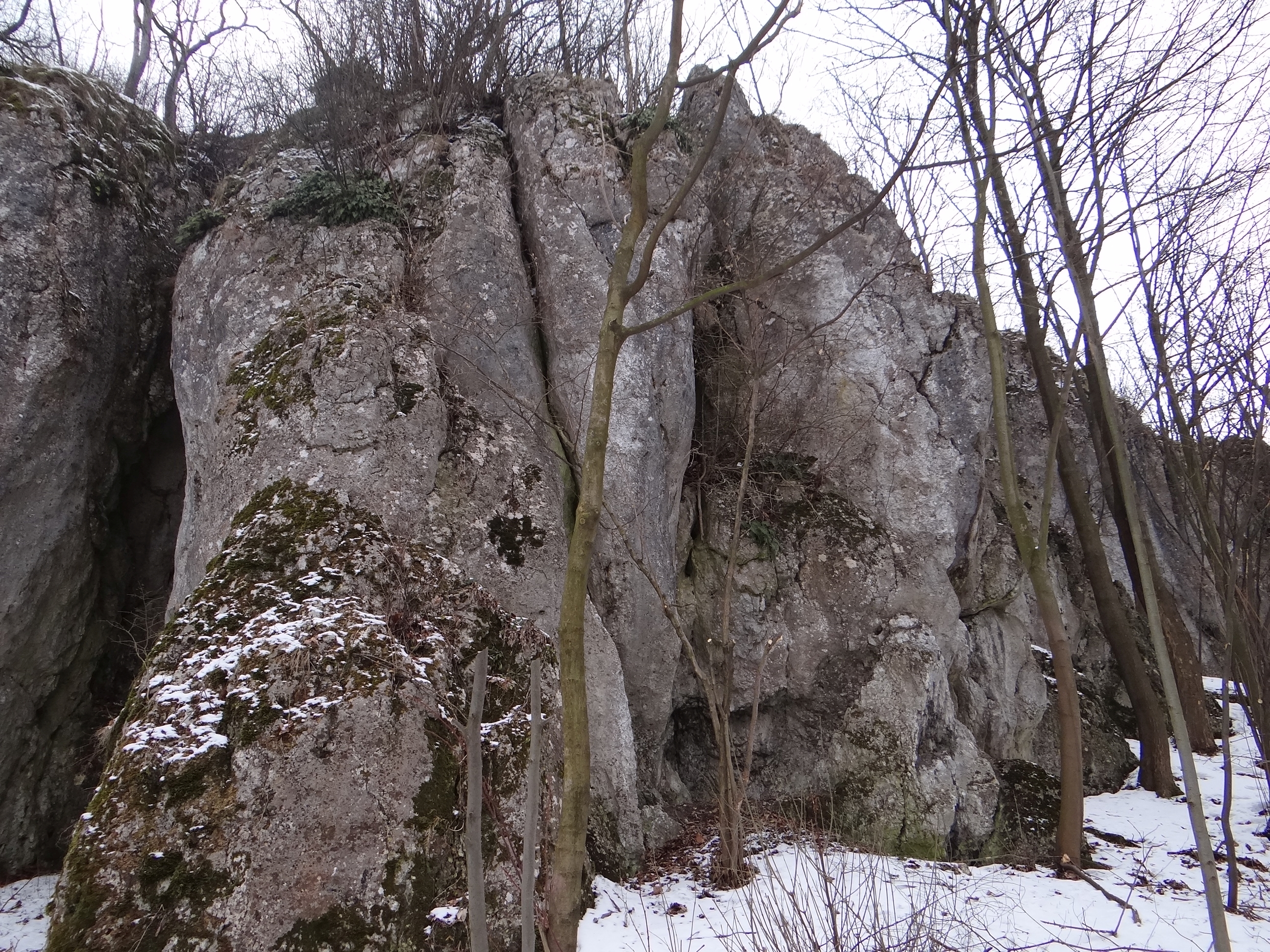
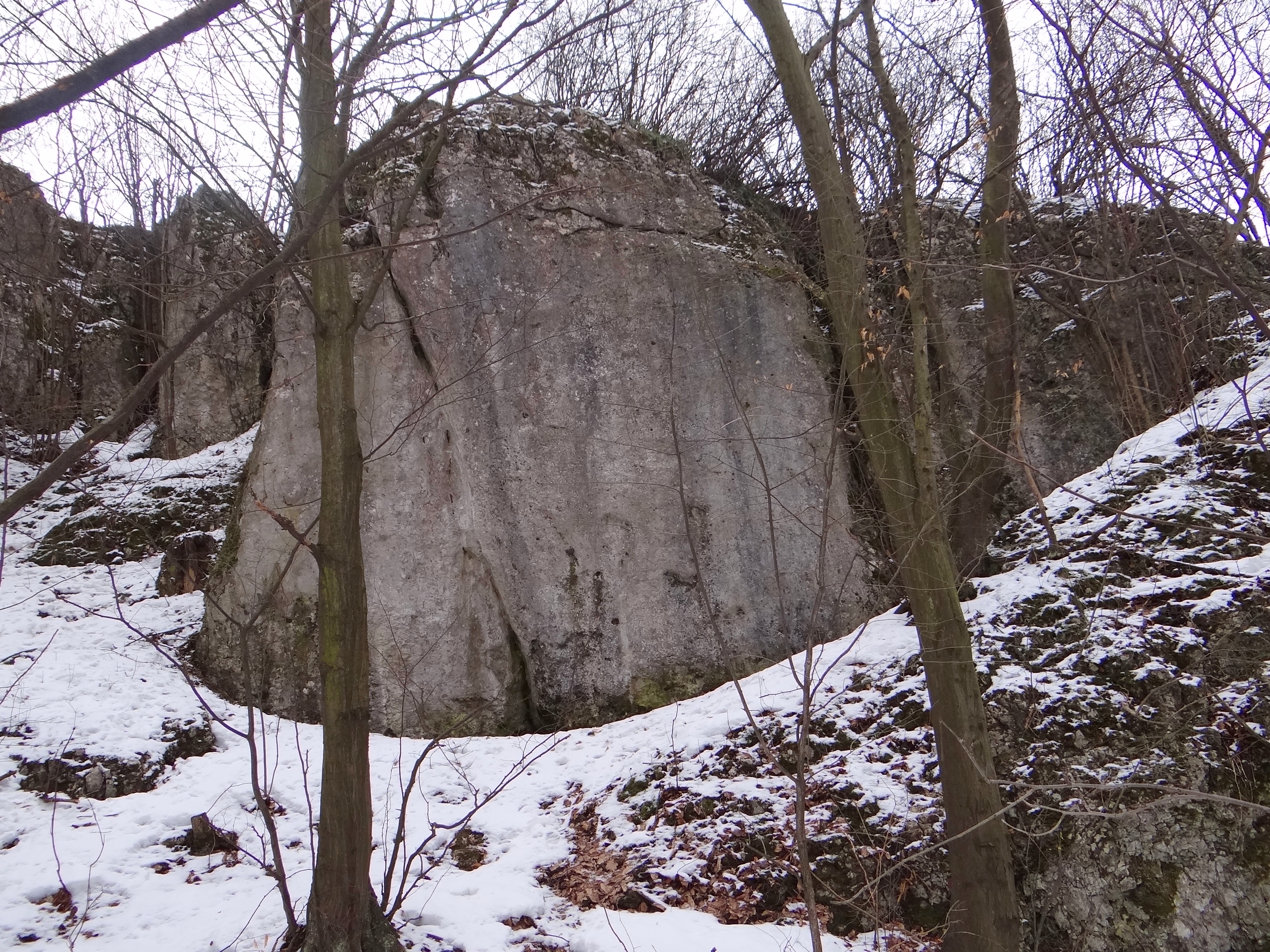
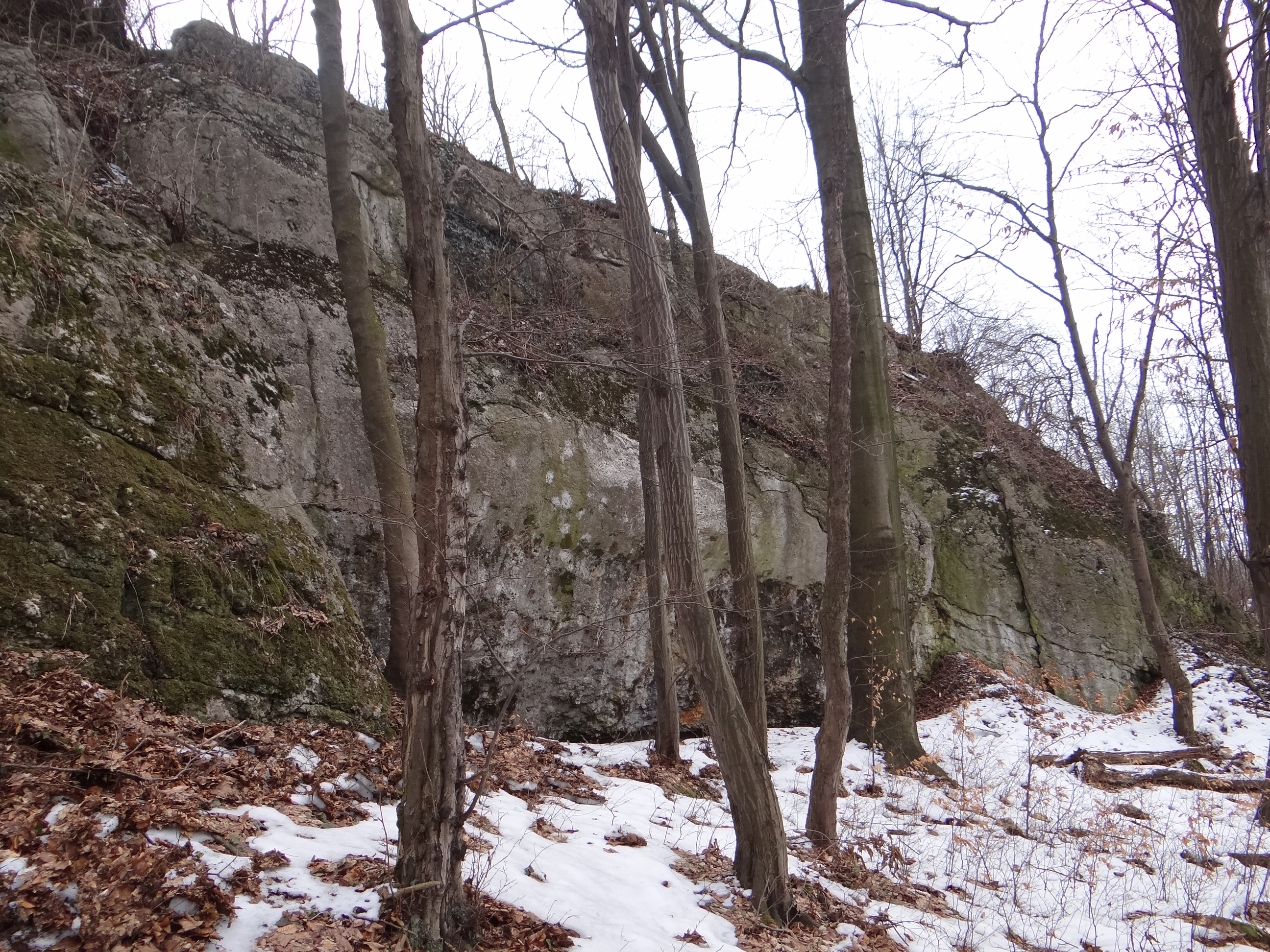

W Lisim Murze znajdują się 2 obiekty jaskiniowe: Jaskinia Będkowska i Tunel Będkowicki.